# Wspólnota administracyjna Ebrach
Wspólnota administracyjna Ebrach – wspólnota administracyjna (niem. Verwaltungsgemeinschaft) w Niemczech, w kraju związkowym Bawaria, w rejencji Górna Frankonia, w regionie Oberfranken-West, w powiecie Bamberg. Siedziba wspólnoty znajduje się w miejscowości Ebrach. Powstała 1 maja 1978, przewodniczącym jej jest Max-Dieter Schneider.
Wspólnota administracyjna zrzesza dwie gminy targowe (Markt):
- Burgwindheim, gmina targowa, 1 374 mieszkańców, 37,35 km²
- Ebrach, gmina targowa, 1 862 mieszkańców, 29,56 km²